# José Malhoa (cantor)
José Francisco Martins Malhoa (Lisboa, 28 de setembro de 1947) é um cantor português de música popular.

## Biografia
Nasceu na freguesia de Santa Maria de Belém, Lisboa no ano 1947 e foi nos bailes da colectividade Alves Rente que começou a cantar.
Começou por cantar fado, depois música espanhola. O seu artista preferido era Tony de Matos, porque cantava canções românticas.
Andou no Centro de Preparação de Artistas da Rádio, na Emissora Nacional. Trabalhou em decoração mas continuava a cantar.
Depois de sair da tropa faz uma versão de "Cara de Cigana" , original de Daniel Magal, que se torna um grande sucesso. Edita outros discos na Orfeu e Rádio Triunfo.
Cantava nas chamadas mini-revistas que andavam pelo país. Ficou a viver no Porto depois de uma actuação no Teatro Sá da Bandeira. no Porto.
Lança os singles "Amor de Verão", "Obrigado Amor Obrigado" e "Cristina". Assina contrato com a CBS (mais tarde Sony Music).
Com a filha Ana Malhoa gravou o disco "Pai Amigo". Canta canções em dupla com a filha até aos 20 e poucos de idade da cantora.
Na Discossete lança o single "24 Rosas", de Juan Sebastian, que se torna outro grande sucesso.
É um  dos fundadores da editora Espacial.
Colabora em muitos temas com o compositor Ricardo Landum. Obtém grande adesão com canções como "Baile de Verão", que teve uma nova versão com o Facebook. A versão original de "Baile de Verão", de 2004, integra as bandas sonoras das telenovelas Laços de Sangue (2010/2011), da SIC, e Festa É Festa (2021 - presente), da TVI.
Em 2011, é editado o álbum "Morena Kuduro", o que lhe dá também um grande sucesso. Isso porque neste álbum já surge pelo menos um tema com o estilo musical kuduro.
No dia 12 de Agosto de 2022, o cantor foi acusado de gravar um videoclipe dentro de uma igreja em Cortegaça, Ovar. O videoclipe para a música "Ela queria três" foi filmada dentro e fora da paróquia sem a devida autorização. Num comunicado partilhado pela rede social Facebook, na quarta-feira a igreja expressou a indignação pela forma espalhafatosa como as suas instalações foram utilizadas pelo cantor e pela sua equipa de produção.

### Vida pessoal
Malhoa tem 5 filhos de 5 mulheres diferentes.
A 15 de Abril de 2012 chora a morte da sua companheira de longa data, Rosa Malhoa, que faleceu vítima de doença súbita aos 73 anos.
Em 11 de Julho de 2012, foi condenado a uma pena de 150 dias de multa por ter agredido, em 2009, um diretor de uma agência de viagens, após uma discussão em Gaia. Além dos 150 dias de multa o cantor foi condenado a pagar uma indemnização de 1150 euros ao diretor da agência de viagens.
José Malhoa é adepto do Estrela da Amadora.